# سبعة أيام (فلم)
سبعة أيام هو فيلم جريمة إثارة كوري جنوبي من إخراج وون شين يون وبطولة كم ين جن، بارك هي-سون، كيم مي سوك وتشوي مو سونغ، صدر الفيلم في 14 نوفمبر 2007. حقق الفيلم إيرادات بلغت 14،391،750 مليون دولار أمريكي.

## روابط خارجية
- سبعة أيام على موقع IMDb (الإنجليزية)
- سبعة أيام على موقع روتن توميتوز (الإنجليزية)
- سبعة أيام على موقع نتفليكس (الإنجليزية)
- سبعة أيام على موقع ألو سيني (الفرنسية)
- سبعة أيام على موقع Turner Classic Movies (الإنجليزية)
- سبعة أيام على موقع أول موفي (الإنجليزية)
- سبعة أيام على موقع فيلمافينيتي (الإسبانية)
- سبعة أيام على موقع قاعدة بيانات الفيلم (الإنجليزية)
- سبعة أيام على موقع ليتربوكسد (الإنجليزية)
- سبعة أيام على موقع كينوبويسك (الروسية)